# Mayen
Pour les articles homonymes, voir Mayen (homonymie).
Mayen est une ville de l'Eifel, arrondissement de Mayen-Coblence, en Rhénanie-Palatinat. Avec 58 km2, la ville comprend également les villages de Alzheim (Allenz et Berresheim), Kürrenberg, Hausen-Betzing, Hausen et Nitztal. Mayen est le chef-lieu du district (Verbandsgemeinde) Vordereifel.

## Géographie
Depuis Coblence, à l'est, on traverse une vaste plaine pour arriver à Mayen qui commande l'accès au massif de l'Eifel. Ce dernier entoure la ville du sud-ouest au nord, faisant de Mayen la « porte de l'Eifel ».
La petite rivière Nette descend de l'Eifel et traverse Mayen puis la plaine en sens inverse en direction du Rhin dans lequel elle se jette à Weißenthurm.

## Histoire
Déjà à l'époque romaine, Mayen était une place économique importante. De la fin du IIIe siècle au Moyen Âge, des ateliers de poterie ont exporté leur production dans toute l'Europe centrale. 
Encore plus loin dans le temps, des carrières ont été exploitées depuis les temps préhistoriques autour de Mayen : le basalte pour la construction et la fabrication de meules et le tuf pour les sarcophages.
On peut voir au musée Genovevaburg des sarcophages avec d'importantes incrustations de verre.
Le nom Mayen vient probablement de Megina, cité pour la première fois en 847 pour désigner l'endroit (en celtique : Magos). Au VIIIe siècle, Mayen est cité dans la légende de Genoveva comme le siège du comte de Palatinat Siegfried.
Mayen est mentionné pour la première fois dans les documents en 1041 et fut érigée en ville en 1291 par  Rodolphe Ier de Habsbourg, avec Welschbillig, Montabaur et Saarburg (Rhénanie-Palatinat). Le nom de Mayen est également peut-être apparenté avec Maifeld (Champ de mai au sud-est de la ville) puisque Mayen est également citée au Moyen Âge comme chef-lieu d'un plus grand district. En novembre 1938, la synagogue de Mayen est détruite par les nazis. Pendant la seconde guerre mondiale, la ville est détruite à 90 % lors des attaques aériennes des 12 décembre 1944 et 2 janvier 1945.
Mayen était chef-lieu de l'arrondissement de Mayen jusqu'à 1973, date à laquelle l'arrondissement est devenu celui de Mayen-Coblence et son administration transférée à Coblence.

## Infrastructures
- Routes : situation favorable entre A 61 (Cologne, Ludwigshafen) et A 48 (Trèves, Coblence)
- Chemin de fer : Andernach (voie ferrée le long du Rhin - Rheinschiene), Gerolstein sur le Transregio (Eifelquerbahn).

## Industrie
Basalte, ardoise, industrie du papier, construction mécanique, transformation de l'aluminium et du plastique. 
Important centre de production de céramiques à l'antiquité romaine, en particulier au Bas-Empire. 

## Curiosités
- Genovevaburg, XIIIe siècle - héberge le musée de l'Eifel avec l'industrie minière allemande de l'ardoise,
- Église paroissiale St. Clemens au clocher à toit vrillé (symbole de la ville, reconstruite en 1945),
- Église paroissiale Herz-Jesu (construite en 1911/12),
- Musée (parc) lapidaire,
- Station d'information sur le volcanisme du parc des volcans,
- À proximité dans la vallée de la Nette, Schloss Bürresheim (château Bürresheim),
- Piscine avec le plus long toboggan du monde (inscrit au Guinness book).

## Manifestations
- Lukasmarkt : foire annuelle en octobre avec une semaine de fête foraine, 2 jours de foire aux bestiaux et un marché aux puces,
- Festival du château à la fin du printemps : plusieurs semaines de représentations théâtrales dans la cour du château,
- Brocante internationale début mai,
- Fête de la pierre et du château avec artisanat et marché agricole la 2e semaine de septembre,

## Établissements d'enseignement
- École supérieur spécialisée pour l'administration publique (FHÖV Mayen),
- 2 lycées (scolarité jusqu'au baccalauréat),
- 1 "Realschule" (scolarité jusqu'à la troisième environ),
- 2 "Hauptschule" (scolarité jusqu'à la cinquième environ),
- 1 école professionnelle,
- plusieurs écoles primaires,
- 2 écoles "de production" : l'école professionnelle des abeilles et de l'apiculture et l'école professionnelle des techniques et du travail de la pierre,
- 1 école militaire (Bundeswehr) pour le contact et la conduite d'opérations psychologiques (unique en Allemagne).

## Sport
- Section football du TuS Mayen joue en Fußball-Oberliga,
- Tennis depuis 1910.
- Équipe de basket en ligue régionale (Landesliga).

## Personnalités
- Reinhard Saftig (ancien entraîneur de football du Bayern de Munich),
- Mario Adorf (acteur, écrivain)
- Heinrich Alken (sculpteur, peintre)
- Christoph Friedrich Heinle (poète)
- Balthasar Krems (inventeur de la machine à coudre)
- Andrea Nahles (député au Bundestag)
- Winfried Schäfer (footballeur et entraîneur)
- Hans-Ludwig Schilling (compositeur)
- Anne Spurzem (politicienne)
- Anton Woger (sculpteur)
- Dominic Meffert (joueur de tennis professionnel)

## Jumelages
Mayen est jumelée avec 4 villes 
- Joigny (France) depuis 1964
- Godalming (Royaume-Uni) depuis 1985
- Uherské Hradiště (Tchéquie)
- Cyabingo (Rwanda)